# Oscar Geier
Oscar Arnold Geier (Zurigo, 19 agosto 1882 – Mountain Lakes, 5 novembre 1942) è stato un bobbista svizzero.

## Biografia
Ai III Giochi olimpici invernali (edizione disputatasi nel 1932 a Lake Placid, Stati Uniti d'America) vinse la medaglia d'argento nel Bob a 2 con il connazionale Reto Capadrutt partecipando per la nazionale svizzera, terminando fra le due nazionali statunitensi (medaglia d'oro e medaglia di bronzo).
Il tempo totalizzato fu di 8:16,28, la distanza che li separava dalla prima classificata era meno di due secondi (8:14,74 il loro tempo).